# 烏塔韋區
烏塔韋區（法語：Outaouais）：位于魁北克省西部，烏塔韋河北岸，与加拿大首都渥太华以及安大略省为邻。面积30504平方公里，人口33.8491万，下辖4个县，1个独立市加蒂諾（Gatineau），总计75个城镇。